# Jelena Makarova
Jelena Aleksejevna Makarova (Russisch: Елена Алексеевна Макарова) (Moskou, 1 februari 1973) is een voormalig professioneel tennisspeelster uit Rusland. Zij begon met tennis toen zij zeven jaar oud was. Jelena Makarova was verliezend finaliste in het meisjesenkelspel op het juniorentoernooi van Wimbledon 1991. Sinds 1991 behoorde zij tot de top tien van Russische tennisspeelsters. In 1999 beëindigde zij haar professionele loopbaan. Daarna werd zij trainer bij tennisvereniging Pirogov in Moskou.

## Loopbaan

### Enkelspel
Jelena Makarova won zes ITF-titels. In het WTA-circuit won zij geen enkelspeltoernooien, maar wel stond zij tweemaal in de finale: in 1995 op het WTA-toernooi van Moskou en in 1997 op het WTA-toernooi van Palermo. Haar beste resultaat op de grandslamtoernooien was het bereiken van de derde ronde. Haar hoogste positie op de WTA-ranglijst is de 43e plaats, die zij bereikte in juni 1996. In dat jaar nam zij ook deel aan de Olympische spelen in Atlanta. Zij was lid van het Russische Fed Cup-team vanaf 1992 ieder jaar tot en met 1999 – zij behaalde daar een winst/verlies-balans van 26–12.

### Dubbelspel
Jelena Makarova won ook in het dubbelspel zes ITF-titels. In het WTA-circuit won zij één toernooi: samen met landgenote Jevgenia Manjoekova versloeg zij Laura Golarsa (Italië) en Caroline Vis (Nederland) in de finale van het toernooi van Moskou van 1994. Haar beste resultaat op de grandslamtoernooien was het bereiken van de kwartfinale, eenmaal op Roland Garros 1995 en nogmaals op de Australian Open 1996 (beide samen met Jevgenia Manjoekova). Haar hoogste positie op de WTA-ranglijst is de 36e plaats, die zij bereikte in juni 1995.

## Posities op deWTA-ranglijst
Positie per einde seizoen:
| jaar | rang enkelspel | rang dubbelspel |
| ---- | -------------- | --------------- |
| 1991 | 465            | 453             |
| 1992 | 177            | 213             |
| 1993 | 164            | 293             |
| 1994 | 50             | 52              |
| 1995 | 48             | 72              |
| 1996 | 60             | 66              |
| 1997 | 87             | 422             |
| 1998 | 109            | 190             |
| 1999 | 173            | –               |

## Palmares
| Legenda                |
| ---------------------- |
| Grandslamtoernooi      |
| Olympische Spelen      |
| Year-End Championships |
| Tier I                 |
| Tier II                |
| Tier III               |
| Tier IV & V            |

### WTA-finaleplaatsen enkelspel
| nr.              | finale     | toernooi    | ondergrond | tegenstandster    | score    |
| ---------------- | ---------- | ----------- | ---------- | ----------------- | -------- |
| gewonnen finales |            |             |            |                   |          |
| geen             |            |             |            |                   |          |
| verloren finales |            |             |            |                   |          |
| 1.               | 1995-09-23 | WTA Moskou  | tapijt (i) | Magdalena Maleeva | 4-6, 2-6 |
| 2.               | 1997-07-20 | WTA Palermo | gravel     | Sandrine Testud   | 5-7, 3-6 |

### WTA-finaleplaatsen vrouwendubbelspel
| nr.              | finale     | toernooi   | ondergrond | partner             | tegenstandsters            | score    |
| ---------------- | ---------- | ---------- | ---------- | ------------------- | -------------------------- | -------- |
| gewonnen finales |            |            |            |                     |                            |          |
| 1.               | 1994-09-24 | WTA Moskou | tapijt (i) | Jevgenia Manjoekova | Laura Golarsa Caroline Vis | 7-6, 6-4 |
| verloren finales |            |            |            |                     |                            |          |
| geen             |            |            |            |                     |                            |          |

## Resultaten grandslamtoernooien
| Legenda | Legenda                          |
| ------- | -------------------------------- |
| g.t.    | geen toernooi gehouden           |
| l.c.    | lagere categorie                 |
| –       | niet deelgenomen                 |
| G       | uitgeschakeld in de groepsfase   |
| 1R      | uitgeschakeld in de eerste ronde |
| 2R      | uitgeschakeld in de tweede ronde |
| 3R      | uitgeschakeld in de derde ronde  |
| 4R      | uitgeschakeld in de vierde ronde |
| KF      | uitgeschakeld in de kwartfinale  |
| HF      | uitgeschakeld in de halve finale |
| F       | de finale verloren               |
| W       | het toernooi gewonnen            |
| w-v     | winst/verlies-balans             |

### Enkelspel
| Toernooi        | 1994 | 1995 | 1996 | 1997 | 1998 | 1999 |
| --------------- | ---- | ---- | ---- | ---- | ---- | ---- |
| Australian Open | 3R   | 3R   | 1R   | 1R   | 2R   | 1R   |
| Roland Garros   | 1R   | 1R   | 3R   | 2R   | 1R   | –    |
| Wimbledon       | –    | 2R   | 1R   | 2R   | 2R   | –    |
| US Open         | 1R   | 3R   | 1R   | 1R   | –    | –    |

### Vrouwendubbelspel
| Toernooi        | 1994 | 1995 | 1996 | 1997 |
| --------------- | ---- | ---- | ---- | ---- |
| Australian Open | 1R   | 1R   | KF   | 1R   |
| Roland Garros   | 1R   | KF   | 2R   | 1R   |
| Wimbledon       | –    | 1R   | –    | –    |
| US Open         | 1R   | 2R   | 3R   | –    |